# Оранієнбург
Оранієнбург (нім. Oranienburg, в-луж. і н-луж. Bóźow, Bóćov) — місто в Німеччині, розташоване в землі Бранденбург. Адміністративний центр району Обергафель.
Площа — 162,37 км2. Населення становить 45 492 ос. (станом на 31 грудня 2020).

## Історія
Місто Оранієнбург (ниж.-нім. Oranienborg) — вперше згадується як Ботзове (нім. Bothzowe) в 1216 році. У 1232 році Ботзове отримало право міста. 
21 березня 1933 року люди СА (нім. SA, Sturmabteilung) привезли на вантажівці сорок політичних в’язнів і розпочали створення першого концтабіру Пруссії — концентраційного  табору Оранієнбург (нім. KZ Oranienburg, Konzentrationslager Oranienburg).
Близько 3000 осіб (переважно комуністів і соціал-демократів) були ув’язнені в Оранієнбурзі на час ліквідації в’язниці 4 липня 1934 року. 
 В'язницю закрили, а у 1936 році її замінили на концентраційний табір Заксенхаузен.

## Адміністративний поділ
Місто Оранієнбург складається з самого міста та районів які були включений до складу міста після муніципальної реформи 26 жовтня 2003 року.
- Вензікендорф (нім. Wensickendorf) — район розташований на схід від центрального міста Оранієнбург. Вперше згадується в 1350 році.
- Гермендорф (нім. Germendorf —  район на захід від центрального міста Оранієнбург.
- Заксенгаузен (нім. Sachsenhausen) — розташований на півночі Оранієнбурга в густо лісистій місцевості. Вперше згадується в 1300 році.
- Леніц (нім. Lehnit). Вперше згадується в 1350 році.
- Мальц (нім. Malz) — колишнє судноплавне селище, яке стало відомим завдяки будівництву каналу Мальц (нім. MzK, Malzer Kanal) і каналу Одер-Гавель (нім. Oder-Havel-Kanal,  OHK).
- Фрідріхсталь (нім. Friedrichsthal) — район на північ від центру Оранієнбурга.
- Целендорф (нім. Zehlendorf) — розташований на північний  схід від центру Оранієнбурга. Целендорф вперше згадується в документі 1335 року як (нім. Zedelndorp).
- Шмахтенгаген (нім. Schmachtenhagen) — район у південно-східній частині північної Гафельської низовини. Вперше згадується в 1350 році.

## Демографія
- Динаміка населення з 1875 року в сучасних кордонах (Синя лінія: населення; Пунктир: відносна порівняльна динаміка населення землі Бранденбург; Сірий фон: період Третього рейху; Помаранчевий фон: період НДР)
- Динаміка населення (синя лінія) і прогнози

| Рік  | Населення |
| ---- | --------- |
| 1875 | 9 514     |
| 1890 | 11 568    |
| 1910 | 20 179    |
| 1925 | 23 656    |
| 1933 | 27 043    |
| 1939 | 42 982    |
| 1946 | 31 893    |
| 1950 | 32 781    |
| 1964 | 33 379    |
| 1971 | 33 426    |

| Рік  | Населення |
| ---- | --------- |
| 1981 | 35 433    |
| 1985 | 37 234    |
| 1989 | 37 544    |
| 1990 | 37 113    |
| 1991 | 36 909    |
| 1992 | 36 777    |
| 1993 | 36 885    |
| 1994 | 37 138    |
| 1995 | 37 577    |
| 1996 | 38 151    |

| Рік  | Населення |
| ---- | --------- |
| 1997 | 39 001    |
| 1998 | 39 541    |
| 1999 | 39 949    |
| 2000 | 40 148    |
| 2001 | 40 403    |
| 2002 | 40 378    |
| 2003 | 40 593    |
| 2004 | 41 055    |
| 2005 | 41 115    |
| 2006 | 41 267    |

| Рік  | Населення |
| ---- | --------- |
| 2007 | 41 488    |
| 2008 | 41 577    |
| 2009 | 41 590    |
| 2010 | 41 810    |
| 2011 | 41 370    |
| 2012 | 41 621    |
| 2013 | 42 028    |
| 2014 | 42 894    |
| 2015 | 43 526    |
| 2016 | 44 079    |

| Рік  | Населення |
| ---- | --------- |
| 2017 | 43 982    |
| 2018 | 44 512    |
| 2019 | 44 862    |
| 2020 | 45 492    |

## Галерея

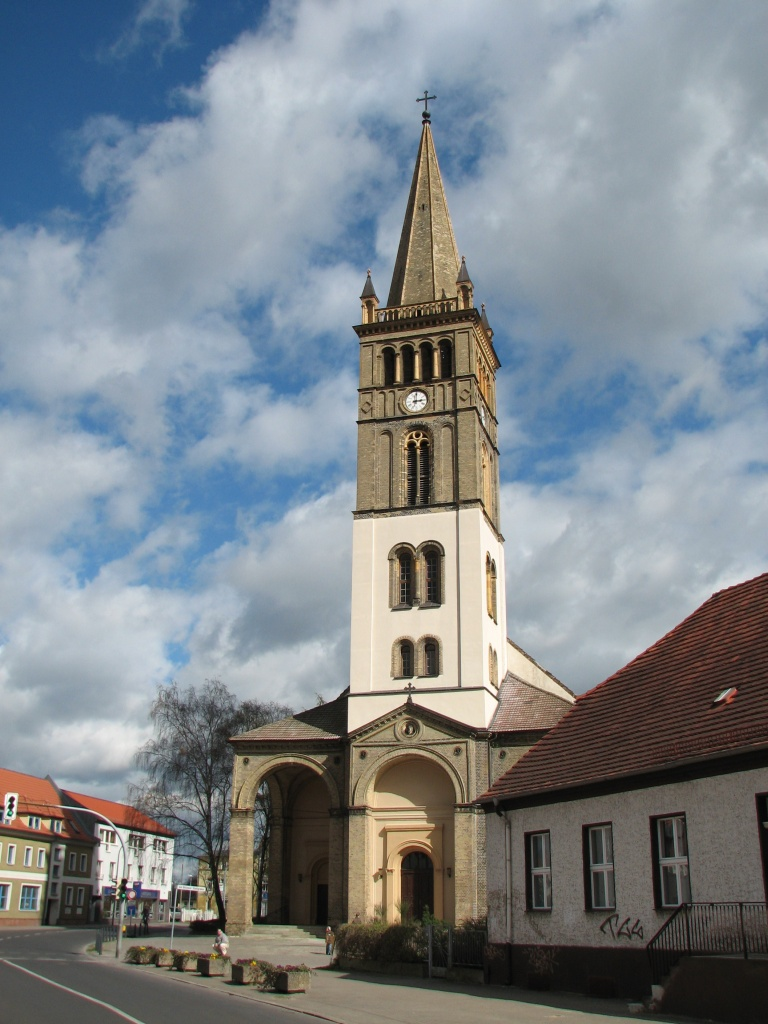
Церква Святого Миколая.
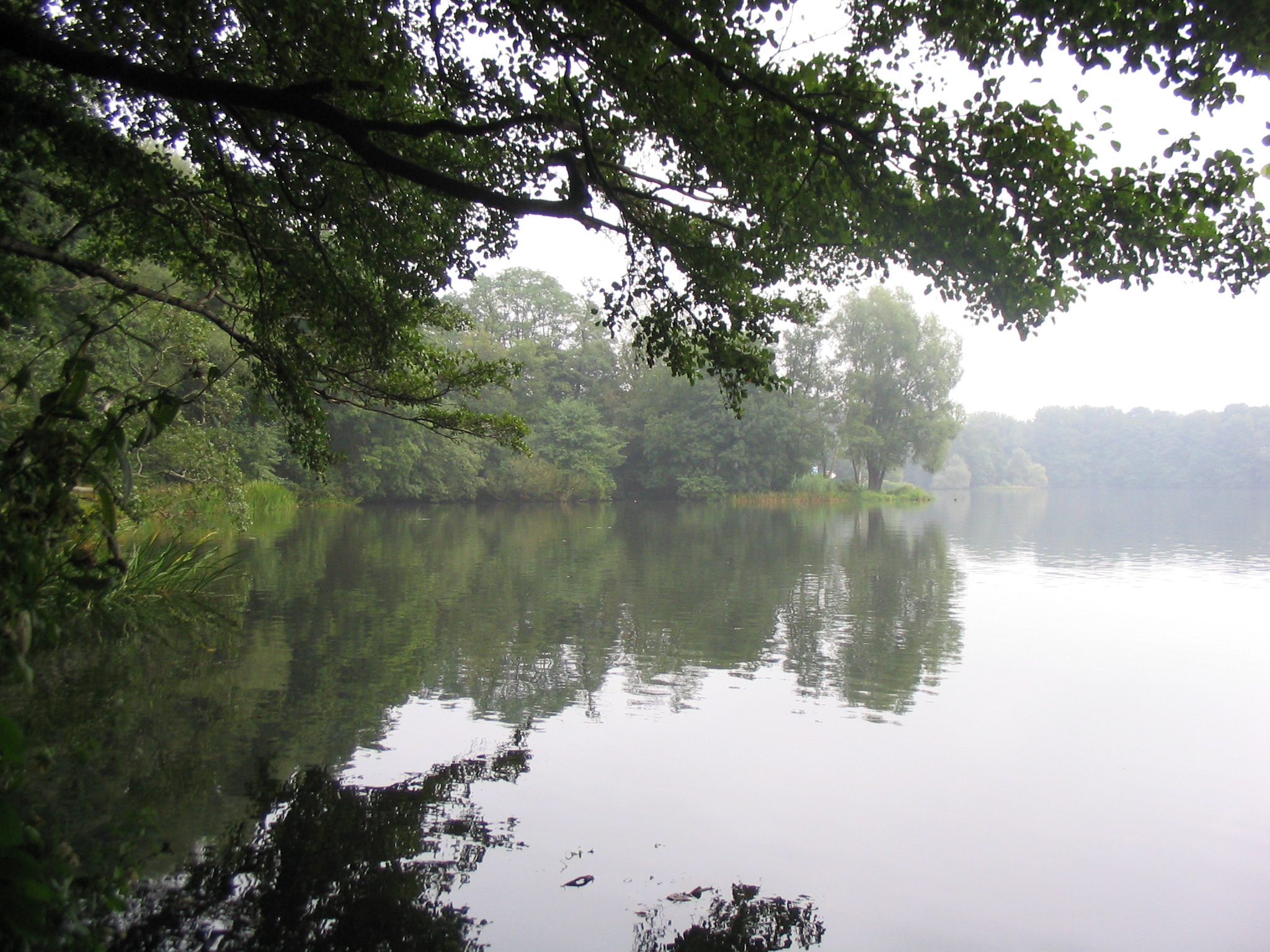
Леніцзее — вузьке мертве озеро.
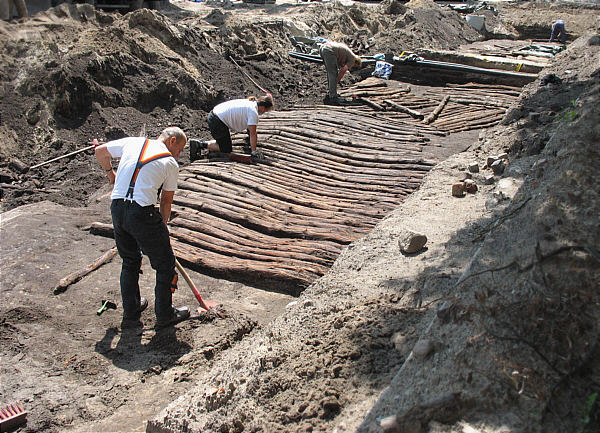
Breite Straße, ремонтні роботи.
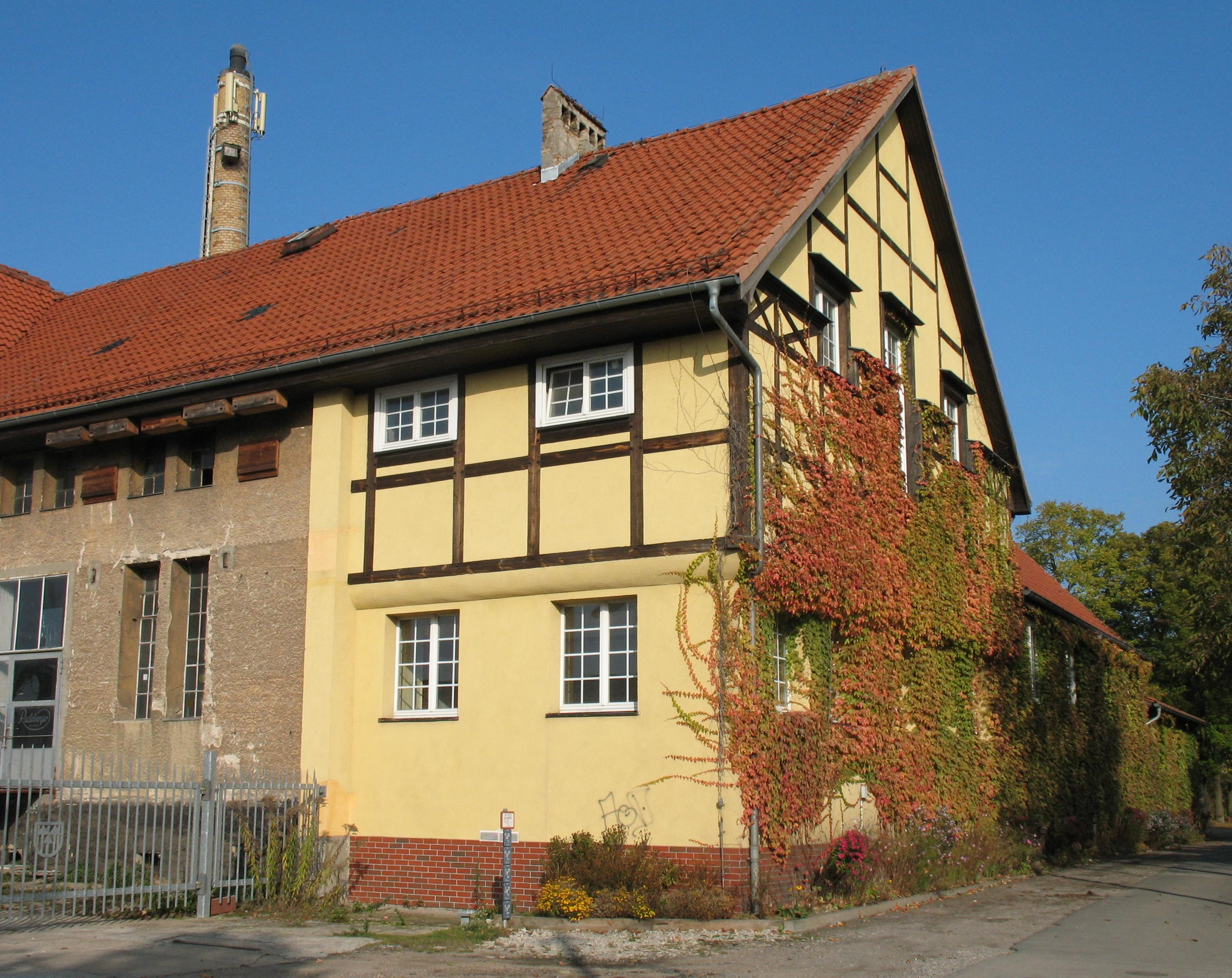
Муніципальне садівниче поселення Едем eG.
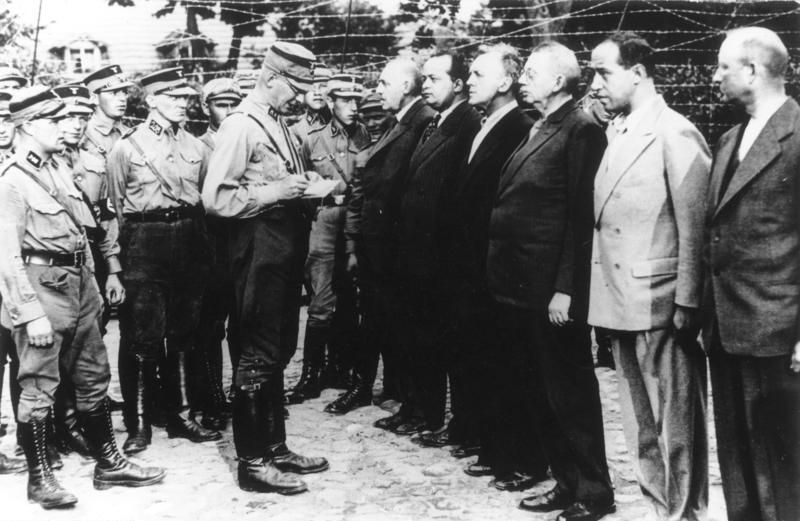
Чоловіки концтабору Оранієнбург.